# 빌 맥케니

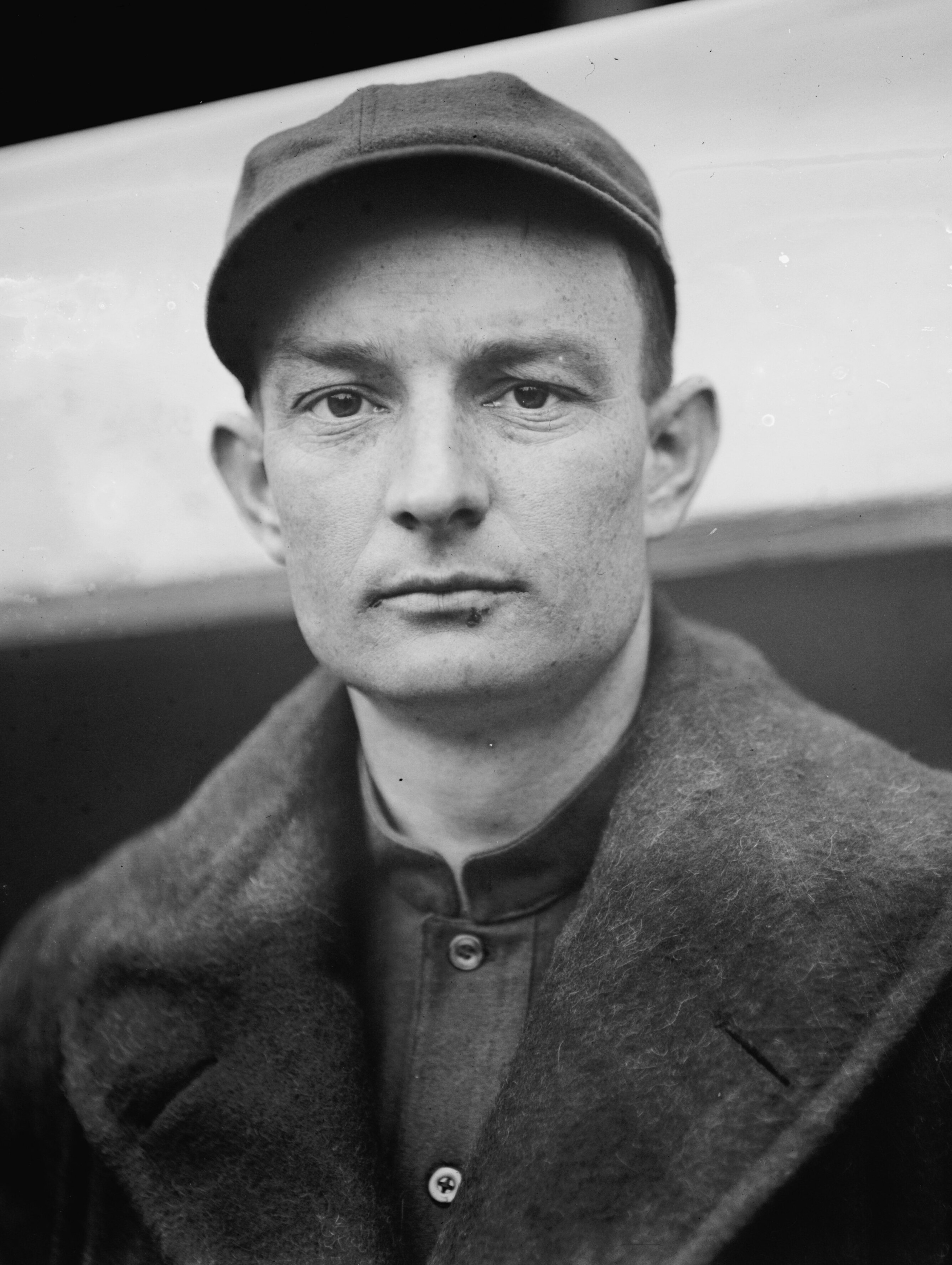

빌 맥케니(Bill McKechnie) 또는 윌리엄 보이드 맥케니(William Boyd McKechnie, 1886년 8월 7일 – 1965년 10월 29일)는 미국의 프로 야구 선수, 감독 및 코치였다. 그는 데드볼 시대에 3루수로 메이저 리그 베이스볼에서 뛰었다. 맥케니는 두 팀에서 월드 시리즈 우승 타이틀을 획득한 최초의 감독이며(1925년 피츠버그 파이리츠와 1940년 신시내티 레즈), 세 팀에서 페넌트를 획득한 세 명의 감독 중 한 명으로 남아 있다. 또한 1928년 세인트루이스 카디널스와 함께 내셔널 리그 타이틀을 획득했다. 1946년 감독 경력을 마감할 당시 그의 통산 1,892승은 메이저 리그 역사상 4위였으며, 존 맥그로의 내셔널 리그 통산 2,669승에만 뒤졌다. 그는 교회 성가대에서 노래를 불렀고 대체로 조용한 삶을 살았기 때문에 "집사"라는 별명을 얻었다.

## 어린 시절
맥케니는 1886년 8월 7일, 빌이 태어나기 직전에 펜실베이니아주 윌킨스버그에 정착한 스코틀랜드 이민자 아치볼드와 메리 맥케니 부부 사이에서 태어났다.

## 선수 경력

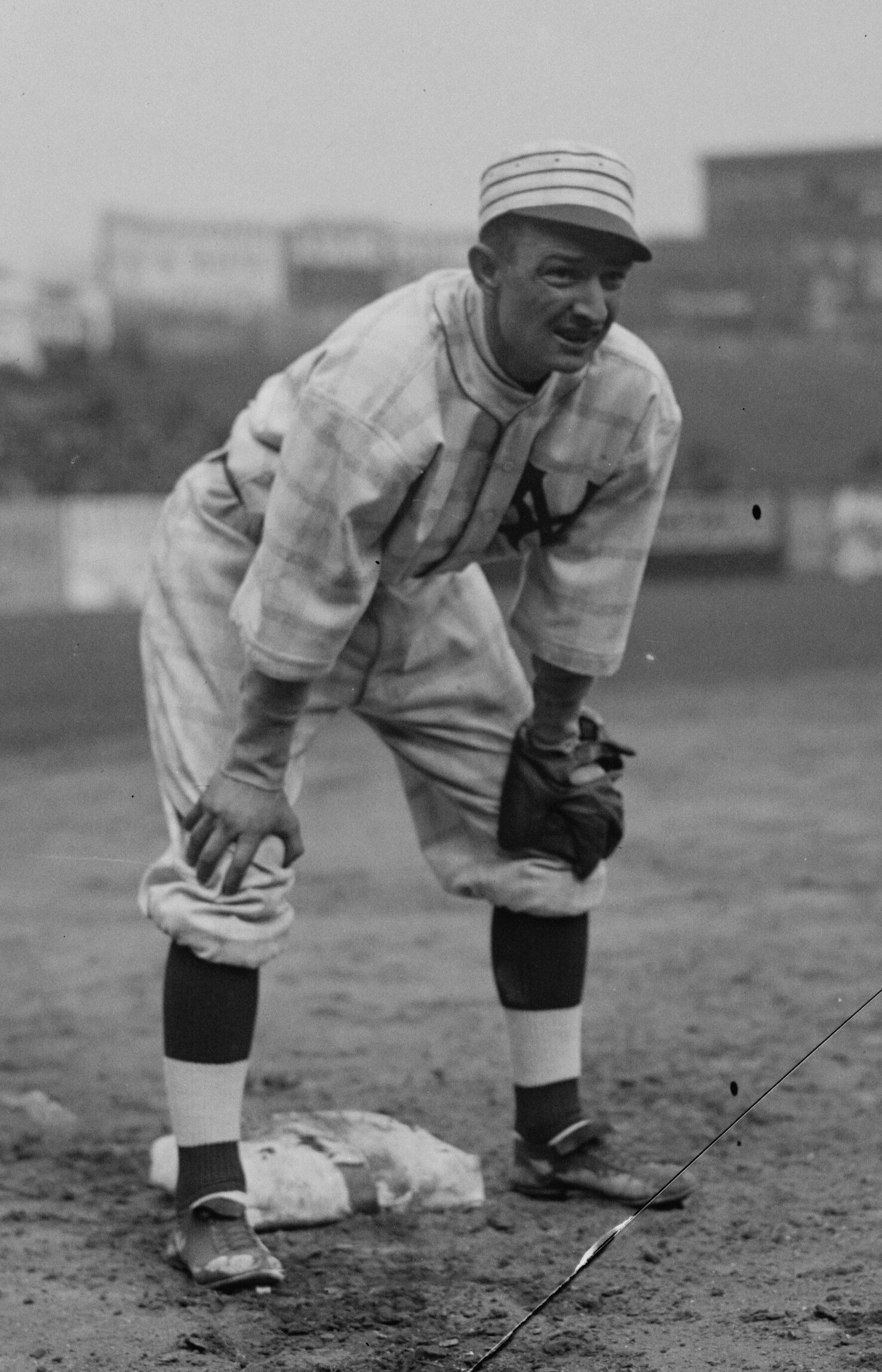
1916년의 맥케니

맥케니는 1907년 피츠버그 파이리츠에서 메이저 리그 데뷔전을 치렀고 3경기에 출전했으며, 1910년에는 더 중요한 역할로 팀에 다시 합류했다. 그의 경력 전반부에는 유틸리티 내야수로 활약했으며 나중에 3루수로 더 많이 출전했다. 맥케니는 파이리츠(1907, 1910–1912, 1918, 1920), 보스턴 브레이브스(1913), 뉴욕 양키스(1913), 인디애나폴리스 후지어스/뉴어크 페퍼스(1914–15), 뉴욕 자이언츠(1916) 및 신시내티 레즈(1916–17)에서 뛰었다. 그의 최고의 공격 시즌은 1914년 후지어스에서였는데, 그는 107 득점을 기록하고 타율 .304를 기록했으며 47개의 도루를 성공시켰다.
11번의 메이저 리그 시즌 동안 846경기에서 맥케니는 .251의 타율(2843타수 713안타)과 319 득점, 8 홈런, 240 타점, 127 도루 및 190 볼넷을 기록했다. 수비적으로 그는 3루, 2루, 1루 및 유격수로 뛰면서 전체 .954의 수비율을 기록했다.

## 감독 경력

### 뉴어크 페퍼스
1913년, 맥케니는 풀타임 선수로서 최악의 시즌을 보냈는데, 타율이 0.134에 불과했다. 그러나 양키스 감독 프랭크 챈스는 맥케니가 날카로운 야구 지능을 가지고 있다고 생각하여 경기 중에 그를 벤치 옆에 앉혔다. 2년 후, 맥케니는 페더럴 리그의 뉴어크 페퍼스의 선수 겸 감독으로 활동하면서 감독직을 처음 경험했고, 팀을 54승 45패의 기록으로 이끌었다.

### 선수 은퇴 후 경력
선수 생활을 은퇴한 후, 그는 1년 동안 마이너 리그에서 감독을 맡았고, 1922년 파이리츠의 지휘봉을 잡았다. 그는 1922년부터 1926년까지 파이리츠를 감독했고, 1928년에는 세인트루이스 카디널스, 1929년 재고용된 후에는 다시 세인트루이스 카디널스를 감독했으며, 1930년부터 1937년까지 보스턴 브레이브스를, 1938년부터 1946년까지 신시내티 레즈를 감독했다. 그는 감독 경력 동안 1,896승 1,723패를 기록하여 0.524의 승률을 올렸다. 그의 팀은 내셔널 리그 페넌트를 4번 우승했고(1925년, 1928년, 1939년, 1940년) 월드 시리즈 챔피언십을 2번 우승했으며(1925년과 1940년), 그는 세 팀(피츠버그, 세인트루이스, 신시내티)에서 내셔널 리그 페넌트를 우승한 유일한 감독으로 남아 있다.

### 피츠버그 파이리츠

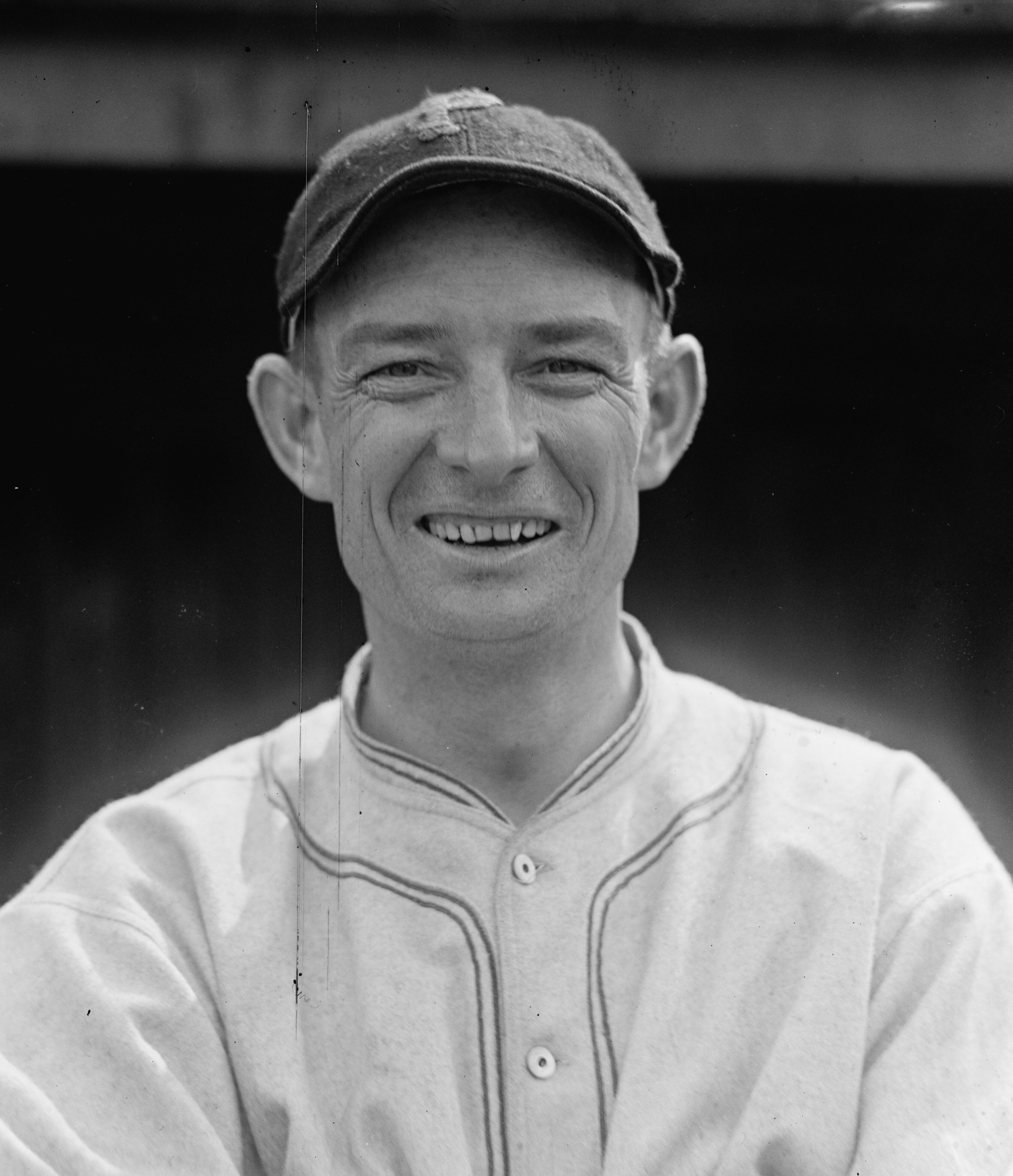
1925년 피츠버그 파이리츠의 감독으로서의 맥케니.

그는 1922년 시즌 중반에 파이리츠를 맡았는데, 조지 깁슨이 32승 33패를 기록한 후 해고되었기 때문이다. 맥케니는 파이리츠를 90경기에서 53승으로 이끌어 내셔널 리그 3위로 만들었다. 파이리츠는 다음 2년 동안 3위에 머물렀지만, 1925년 시즌은 돌파구를 마련했다. 파이리츠는 95승 58패를 기록하며 페넌트를 우승했고, 이는 16년 만의 첫 페넌트였다. 이 팀은 맥스 캐리, 카이카이 카일러, 파이 트레이너와 같은 미래의 명예의 전당 선수들이 이끌었다. 피츠버그는 전년도 월드 시리즈를 우승한 워싱턴 세너터스와 맞붙었는데, 세너터스에는 감독 버키 해리스, 스탠 코벨레스키, 구스 고슬린, 샘 라이스, 월터 존슨과 같은 명예의 전당 선수들이 있었다. 파이리츠는 첫 4경기 중 한 경기만 이겼고, 시리즈를 다시 피츠버그로 가져오기 위해 이겨야 했다. 그들은 다음 두 경기에서 세너터스(지난 4경기에서 피츠버그의 7득점에 비해 14득점)를 총 5점으로 막아내며 존슨과 레이 크레머가 맞붙는 7차전으로 몰고 갔다. 포브스 필드에서 비와 안개 속에서 세너터스는 1회에 4득점을 하며 초반 리드를 잡았다. 그러나 파이리츠는 워싱턴이 득점할 때마다 응수했으며, 8회말까지 7-6의 경기가 이어졌다. 2아웃 후 3안타, 야수 선택, 볼넷이 이어졌다. 카일러는 존슨을 상대로 2타점 2루타를 날려 역전 점수를 올렸고, 레드 올덤이 세이브를 기록하며 피츠버그의 타이틀을 확정 지었다. 이것은 파이리츠에게 35년 만의 마지막 월드 시리즈 타이틀이 될 것이었다.
맥케니의 피츠버그 재임 기간은 다음 해에 몇몇 선수들이 공동 소유주, 부사장, 사실상의 벤치 코치였던 프레드 클라크가 자신을 훼방하고 있다고 생각하면서 무너졌다. 그들 중 일부는 클라크가 1900년부터 1915년까지 자신이 맡았던 직책을 되찾으려 한다고 생각했다. 세 명의 베테랑 선수들—맥스 캐리, 카슨 빅비, 베이브 애덤스—은 클라크의 벤치 퇴출을 요구했다. 본래 선수 중심의 감독이었던 맥케니는 처음에는 그들을 지지하는 듯 보였다. 그러나 구단주에게 반대하는 것으로 비칠 것을 우려하여, 그는 자신의 선수들을 비난할 수밖에 없었다. 구단주는 신속하고 강하게 대응하여 빅비와 애덤스를 방출하고 캐리를 웨이버 공시했다. 이 분쟁은 파이리츠의 기반을 흔들어 놓았고, 팀은 84승 69패(4무)로 3위로 떨어졌다. 맥케니는 시즌 후 해고되었다. 그 자리는 도니 부시가 대신했는데, 그는 파이리츠에서 단기간 성공을 거두었으며, 첫 시즌에 페넌트를 우승하기도 했다. 하지만 그는 카일러와의 불화로 인해 이후 트레이드되었고, 부시는 2년 후에 사임했다.

### 세인트루이스 카디널스

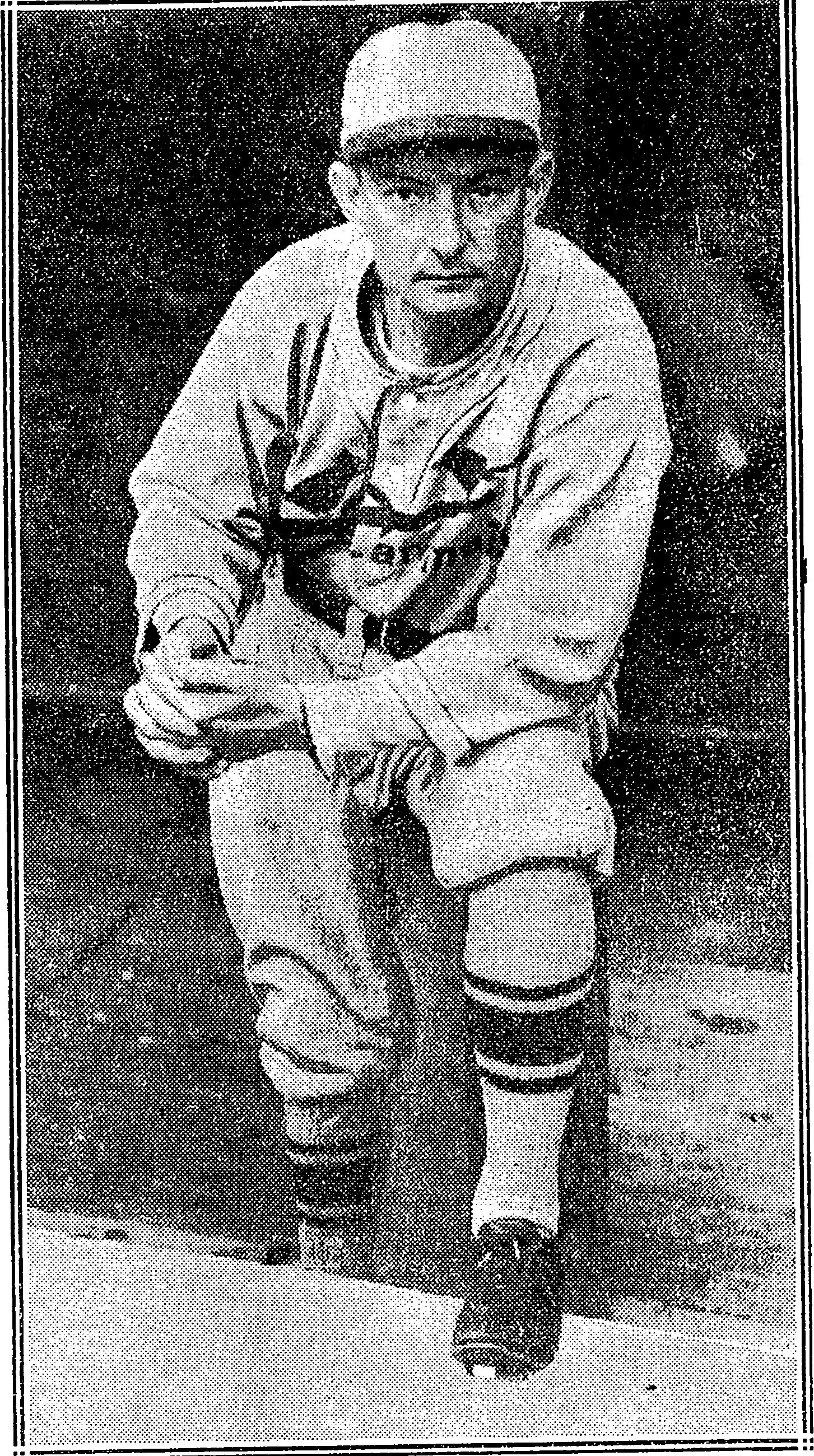
1928년 카디널스 감독으로서의 맥케니

맥케니는 1927년 시즌 세인트루이스 카디널스의 코치로 영입되었다. 그 해가 끝난 후, 그는 선수 겸 감독이었던 밥 오패럴의 뒤를 이었다. 오패럴은 맥케니를 위해 감독직에서 물러나는 대가로 5,000달러의 급여 인상을 받았다. 카디널스는 1928년 시즌을 95승 59패로 1위로 마쳤다. 그들은 월드 시리즈에서 뉴욕 양키스에게 스윕당했다. 맥케니는 월드 시리즈 후 팀을 떠났다. 빌리 사우스워스는 1929년 시즌을 43승 45패로 시작했다. 개비 스트리트가 한 경기를 감독한 후 맥케니가 다시 감독으로 돌아왔다. 그는 1929년 시즌을 34승 29패로 마쳤다.

### 보스턴 브레이브스

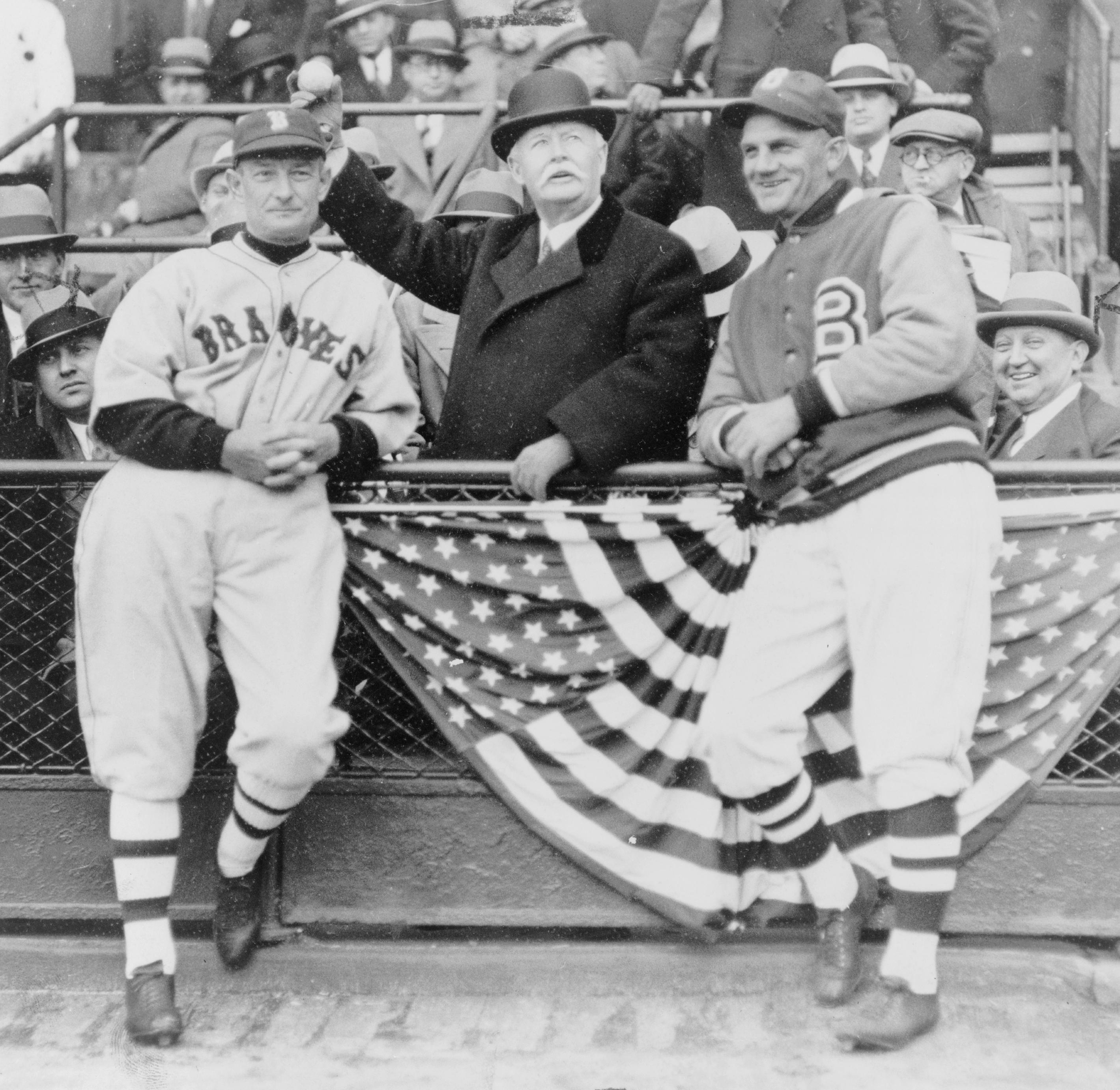
맥케니(왼쪽)와 다저스의 맥스 캐리가 존 H. 맥쿠이가 1932년 브루클린 시즌의 첫 공을 던지는 것을 지켜보고 있다.

맥케니는 1930년 보스턴 브레이브스의 감독으로 고용되었는데, 에밀 푸크스의 뒤를 이었다. 푸크스는 로저스 혼즈비를 트레이드하여 팀의 재정난을 극복하려 했지만, 재정 문제는 다른 팀들과 마찬가지로 대공황 시대에 브레이브스를 괴롭혔다. 그의 첫 브레이브스 팀은 70승 84패로 내셔널 리그 6위를 기록했는데, 이는 전년도 56승 98패에 비하면 오히려 나아진 기록이었다. 맥케니는 다른 감독 시절만큼 보스턴에서 성공적이지 못했지만, 야구 역사가 리 앨런에 따르면 "8위로 끝났어야 할 팀으로 4위나 5위를 기록"하는 데 성공했다. 8년 동안 그는 4번의 승률을 기록했으며, 두 번은 상위권(4위 이내)에 들었다.
1933년에 그들은 83승 71패로 12년 만에 첫 승리 시즌을 보냈고, 뉴욕에 9게임 뒤진 4위를 기록했다. 그들은 다음 해에 78승 73패를 기록하며 세인트루이스에 16게임 뒤진 또 다른 4위를 기록했다. 바닥은 1935년에 무너졌다. 이 시즌은 베이브 루스가 16년 만에 보스턴 도시에서 다시 뛰기 위해 돌아온 시즌이었고, 푸크스는 그에게 부사장 겸 보조 감독의 직책도 주었지만, 이는 형식적인 것 이상은 아니었다. 앨런에 따르면, 맥케니는 루스의 존재로 인해 규율을 강제하는 것이 거의 불가능했다고 주장했다. 루스는 막대한 연봉을 받았고, 원정 경기에서는 팀과 떨어져 생활했다. 게다가, 수년간의 방탕한 생활로 그는 옛날의 그림자에 불과했다. 그는 더 이상 달릴 수 없었고, 너무 많은 실책을 저질러 세 명의 투수들이 그가 선발 라인업에 있으면 파업을 하겠다고 위협했다. 루스는 타격도 잘하지 못했으며, 시즌 시작 한 달 만에 타율 0.181을 기록한 후 은퇴했다. 전년도에 4위를 기록했던 거의 같은 팀을 내세웠음에도 불구하고, 브레이브스는 38승 115패라는 기록으로 무너졌는데, 이는 현대 내셔널 리그 역사상 최악의 기록이자 현대 메이저 리그 역사상 두 번째로 나쁜 기록이었다. 팀은 다음 2년 동안 71승 83패(3무)와 79승 73패로 나아졌지만, 1938년 맥케니는 신시내티 레즈의 감독으로 고용되었다.

### 신시내티 레즈와 그 이후의 경력
한 야구 참고 자료에 따르면, 맥케니는 방향 감각이 좋지 않았는데, 레즈의 감독이 되어 비행기로 여행을 시작하면서도 나아지지 않았다. 그는 레즈가 포브스 필드에서 파이리츠와 경기를 할 때 공항에 도착했다. 그는 택시를 불러 쉔리 호텔로 가달라고 했다. 운전자는 "그런 곳은 들어본 적이 없어요"라고 말했다. 맥케니는 그에게 근처 거리 이름을 알려주었다. 운전사는 "그것도 들어본 적이 없어요"라고 말했다. 감독은 "여기서 택시를 얼마나 오래 운전했나요?"라고 물었다. 운전사는 "25년 넘게 운전했지만, 맹세코 쉔리 호텔은 들어본 적이 없어요! 당신은 도시를 잘못 오신 것 같아요! 여기가 어디라고 생각하세요?"라고 말했다. 맥케니는 "피츠버그요"라고 말했다. 운전사는 "무슨 피츠버그요!"라고 반박했다. "당신은 정말 길을 잃었어요. 여기는 디트로이트예요!"
맥케니는 그의 시대에는 흔치 않은 유형의 감독이었다. 매우 독실한 사람이었던 그는 담배를 피우지 않고, 술을 마시지 않으며, 욕설도 하지 않았다. 문제가 있는 선수가 난잡하게 놀러 다닐 가능성이 있을 때, 맥케니의 간단한 해결책은 그 선수와 함께 방을 쓰는 것이었다.

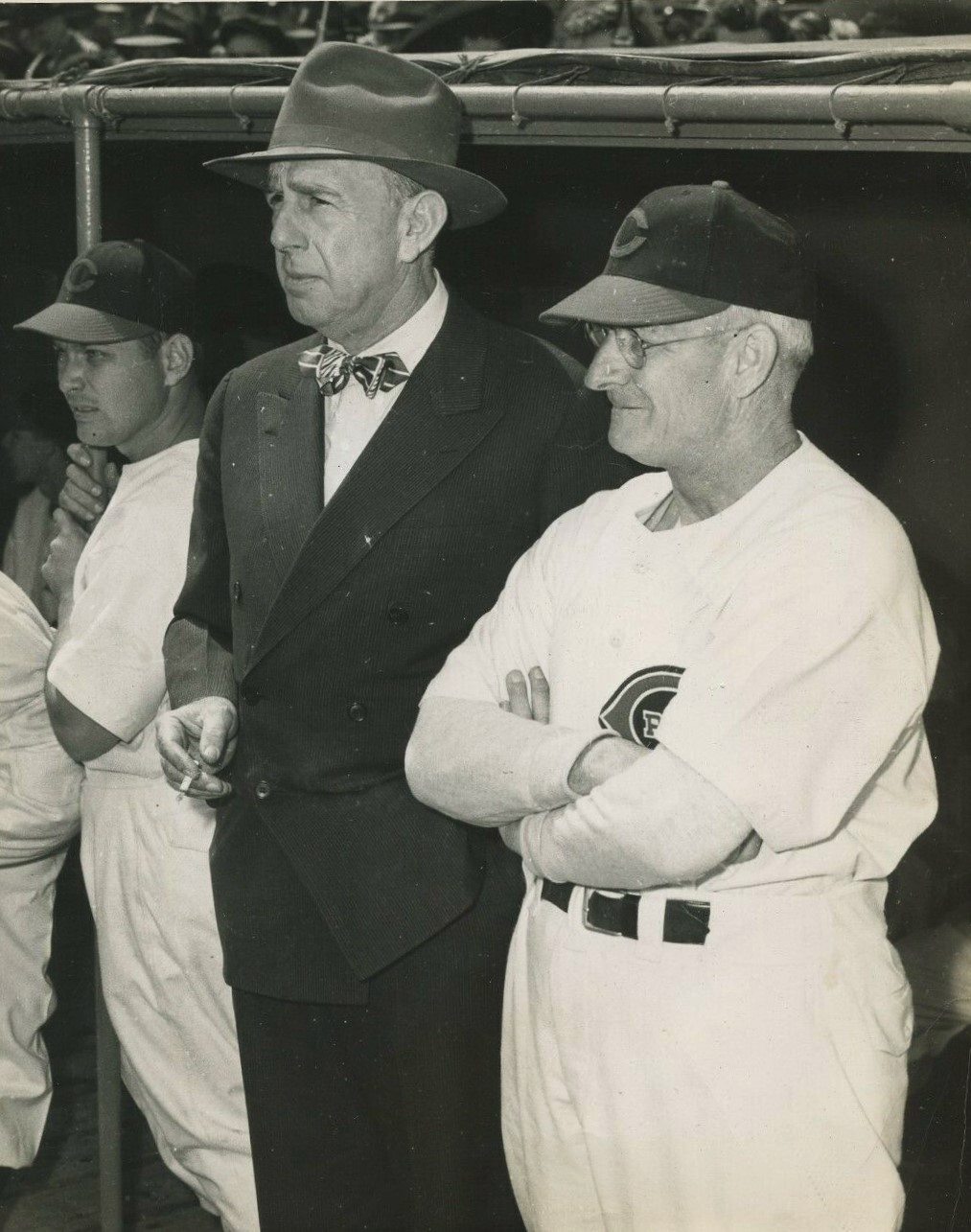
맥케니(오른쪽)가 신시내티 레즈 구단주 파월 크로슬리 주니어(중앙) 옆에 서 있는 모습, 1940년경.

레즈에서의 첫 시즌에 그는 팀을 82승 68패 1무의 기록으로 이끌어 시카고 컵스에 이어 내셔널 리그 4위를 차지했다. 다음 해에는 97승 57패 2무의 기록으로 이끌어 세인트루이스 카디널스를 4+1⁄2경기 차이로 제치고 1위를 차지했다. 이는 맥케니의 세 번째 페넌트로, 각기 다른 팀에서 달성한 것이었다. 그해 월드 시리즈에서는 뉴욕 양키스에게 스윕당했다. 다음 해에는 레즈가 더 나아져 100승(팀 최초)을 달성하며 다시 한번 내셔널 리그 우승을 차지했는데, 이번에는 브루클린 다저스를 12경기 차이로 제쳤다. 그해 월드 시리즈에서는 디트로이트 타이거스를 7경기 만에 이겼다. 레즈는 맥케니 재임 기간 동안 90승 이상을 기록하지 못했지만, 그의 마지막 6년 중 4년 동안 승리 기록을 달성했으며, 여기에는 1943년의 2위도 포함된다. 1946년은 그가 팀과 함께한 마지막 해로, 그들을 64승 86패(2무)로 이끌었으며, 행크 가우디가 마지막 4경기를 감독했다. 그가 감독한 마지막 경기는 9월 25일 세인트루이스에서 열린 경기로, 6대 0으로 승리했다.
그는 이듬해 젊은 클리블랜드 인디언스 감독 루 부드로의 오른팔이 될 코치로 고용되었다. 한때 래리 도비(아메리칸 리그 최초의 아프리카계 미국인 선수)가 인디언스에서 뛰고 있을 때, 맥케니는 그가 인종차별적인 야유꾼에게 맞서기 위해 장벽을 넘는 것을 막으며, 그것이 "그를 망치는 것이 아니라 너를 망치는 것"이라고 말했다.
부드로-맥케니의 인디언스는 1948년에 월드 시리즈를 우승했다. 맥케니는 부드로와 함께 인디언스(1947–49)와 보스턴 레드삭스(1952–53)에서 5시즌 동안 코치로 활동했다.
맥케니는 1962년 미국 야구 명예의 전당에 헌액되었고, 1967년에는 신시내티 레즈 명예의 전당에 헌액되었다.

### 감독 기록
| 팀          | 연도        | 정규 시즌 | 정규 시즌 | 정규 시즌 | 정규 시즌 | 정규 시즌       | 포스트시즌 | 포스트시즌 | 포스트시즌 | 포스트시즌             |
| 팀          | 연도        | 경기      | 승        | 패        | 승률      | 순위            | 승         | 패         | 승률       | 결과                   |
| ----------- | ----------- | --------- | --------- | --------- | --------- | --------------- | ---------- | ---------- | ---------- | ---------------------- |
| 뉴어크      | 1915        | 102       | 54        | 45        | .545      | 페더럴 리그 5위 | –          | –          | –          | –                      |
| 뉴어크 합계 | 뉴어크 합계 | 102       | 54        | 45        | .545      |                 | 0          | 0          | .000       |                        |
| PIT         | 1922        | 90        | 53        | 36        | .596      | 내셔널 리그 3위 | –          | –          | –          | –                      |
| PIT         | 1923        | 154       | 87        | 67        | .565      | 내셔널 리그 3위 | –          | –          | –          | –                      |
| PIT         | 1924        | 153       | 90        | 63        | .588      | 내셔널 리그 3위 | –          | –          | –          | –                      |
| PIT         | 1925        | 153       | 95        | 58        | .621      | 내셔널 리그 1위 | 4          | 3          | .571       | 월드 시리즈 우승 (WAS) |
| PIT         | 1926        | 157       | 84        | 69        | .549      | 내셔널 리그 3위 | –          | –          | –          | –                      |
| PIT 합계    | PIT 합계    | 707       | 409       | 293       | .583      |                 | 4          | 3          | .571       |                        |
| STL         | 1928        | 154       | 95        | 59        | .617      | 내셔널 리그 1위 | 0          | 4          | .000       | 월드 시리즈 패배 (NYY) |
| STL         | 1929        | 63        | 34        | 29        | .540      | 내셔널 리그 4위 | –          | –          | –          | –                      |
| STL 합계    | STL 합계    | 217       | 129       | 88        | .594      |                 | 0          | 4          | .000       |                        |
| BOB         | 1930        | 154       | 70        | 84        | .455      | 내셔널 리그 6위 | –          | –          | –          | –                      |
| BOB         | 1931        | 156       | 64        | 90        | .416      | 내셔널 리그 7위 | –          | –          | –          | –                      |
| BOB         | 1932        | 155       | 77        | 77        | .500      | 내셔널 리그 5위 | –          | –          | –          | –                      |
| BOB         | 1933        | 156       | 83        | 71        | .539      | 내셔널 리그 4위 | –          | –          | –          | –                      |
| BOB         | 1934        | 152       | 78        | 73        | .517      | 내셔널 리그 4위 | –          | –          | –          | –                      |
| BOB         | 1935        | 153       | 38        | 115       | .248      | 내셔널 리그 8위 | –          | –          | –          | –                      |
| BOB         | 1936        | 157       | 71        | 83        | .461      | 내셔널 리그 6위 | –          | –          | –          | –                      |
| BOB         | 1937        | 152       | 79        | 73        | .520      | 내셔널 리그 5위 | –          | –          | –          | –                      |
| BOB 합계    | BOB 합계    | 1,235     | 560       | 666       | .457      |                 | 0          | 0          | –          |                        |
| CIN         | 1938        | 151       | 82        | 68        | .547      | 내셔널 리그 4위 | –          | –          | –          | –                      |
| CIN         | 1939        | 156       | 97        | 57        | .630      | 내셔널 리그 1위 | 0          | 4          | .000       | 월드 시리즈 패배 (NYY) |
| CIN         | 1940        | 155       | 100       | 53        | .654      | 내셔널 리그 1위 | 4          | 3          | .571       | 월드 시리즈 우승 (DET) |
| CIN         | 1941        | 154       | 88        | 66        | .571      | 내셔널 리그 3위 | –          | –          | –          | –                      |
| CIN         | 1942        | 154       | 76        | 76        | .500      | 내셔널 리그 4위 | –          | –          | –          | –                      |
| CIN         | 1943        | 155       | 87        | 67        | .565      | 내셔널 리그 2위 | –          | –          | –          | –                      |
| CIN         | 1944        | 155       | 89        | 65        | .578      | 내셔널 리그 3위 | –          | –          | –          | –                      |
| CIN         | 1945        | 154       | 61        | 93        | .396      | 내셔널 리그 7위 | –          | –          | –          | –                      |
| CIN         | 1946        | 152       | 64        | 86        | .427      | (사임)          | –          | –          | –          | –                      |
| CIN 합계    | CIN 합계    | 1,386     | 744       | 631       | .541      |                 | 4          | 7          | .364       |                        |
| FL/MLB 총계 | FL/MLB 총계 | 3,647     | 1,896     | 1,723     | .524      |                 | 8          | 14         | .364       |                        |

## 개인사

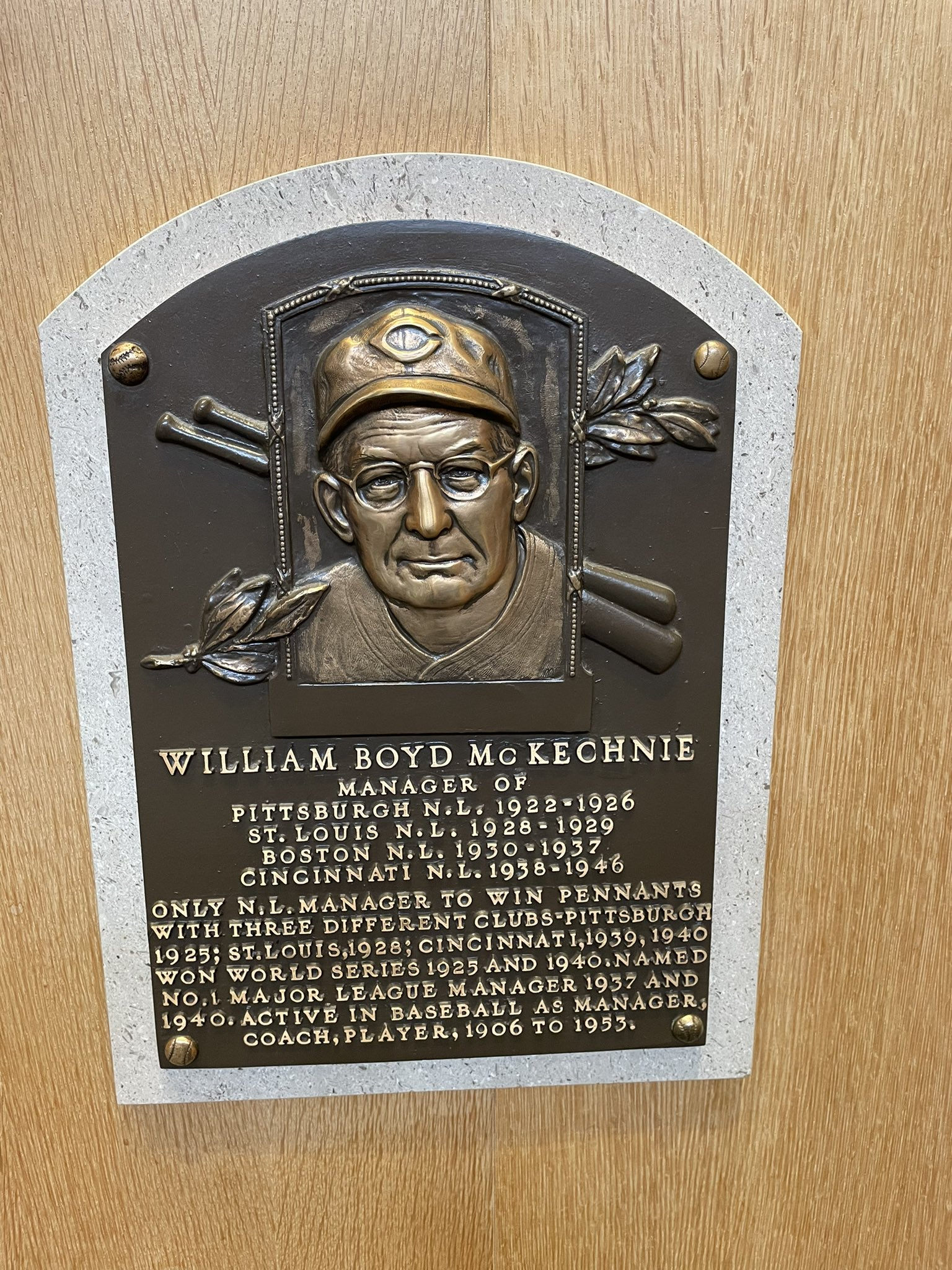
미국 야구 명예의 전당에 있는 맥케니의 명판

맥케니는 플로리다주 브레이든턴에서 79세의 나이로 사망했다.
파이리츠의 스프링 트레이닝 홈구장인 브레이든턴의 맥케니 필드는 2017년에 LECOM 파크로 이름이 바뀌기 전까지 그의 이름을 따서 명명되었다.
맥케니의 아들 빌 주니어는 1950년대 중반 신시내티 레즈의 팜 시스템 디렉터였으며, 이후 플로리다 스테이트 리그(1961-1962)와 퍼시픽 코스트 리그(1969-1973)의 회장을 역임했다. 그는 또한 전 시러큐스 라디오 방송국 WNDR 스포츠 캐스터 짐 맥케니의 아버지이기도 했다. 빌 맥케니 주니어의 아들 빌 3세는 1940년 4월 20일에 태어났으며, 2006년 6월 17일 플로리다에서 암으로 사망했다.

## 같이 보기
- 메이저 리그 베이스볼 선수 겸 감독 목록
- 메이저 리그 베이스볼 역대 감독 최다승 목록
- 세인트루이스 카디널스 코치 목록

## 내용주
1. ↑  Stinson, p. 8
2. 1 2  James, Bill (1997). 《The Bill James Guide to Baseball Managers》. Diversion Books.
3. 1 2 3 4  “Bill McKechnie”. 《Baseball Reference》. Sports Reference LLC. 2016년 8월 8일에 확인함.
4. ↑  “M'Kechnie Made Manager Of Cardinals”. 《Pittsburgh Post-Gazette》. Associated Press. 1927년 11월 7일. 14면. 2011년 2월 21일에 확인함.
5. ↑  “1928 St. Louis Cardinals”. 《Baseball Reference》. Sports Reference LLC. 2016년 8월 8일에 확인함.
6. 1 2  “1929 St. Louis Cardinals”. 《Baseball Reference》. Sports Reference LLC. 2016년 8월 8일에 확인함.
7. 1 2  Allen, Lee. The National League Story. Hill & Wang, 1961.
8. ↑  Neyer, Rob (2005). 《Rob Neyer's Big Book of Baseball Blunders》. New York City: Fireside. ISBN 0-7432-8491-7.
9. ↑  “Cincinnati Reds at St. Louis Cardinals Box Score, September 25, 1946”.
10. ↑  Vincent, Fay (2003년 6월 22일). “BackTalk; Larry Doby Played with Dignity and Without Bitterness”. 《The New York Times》.
11. ↑  “Bill McKechnie”. 《Baseball Reference》. Sports Reference. 2024년 10월 22일에 확인함.